# Stazione di Friedrichsfelde Est
La stazione di Friedrichsfelde Est (in tedesco Friedrichsfelde Ost) è una stazione ferroviaria di Berlino. Serve il quartiere di Friedrichsfelde.